# Anna Julie Heilborn
Anna Juliana (Julie) Heilborn, född Rudbeck den 13 juli 1865 i Skeppsholms församling, död 1 mars 1960 i Nacka, var en svensk uppfinnare. Hon uppfann det transportabla sportköket.

## Biografi
Anna Julie Heilborn föddes som andra barnet till kaptenlöjtnanten Claës Olof Lorentz Rudbeck och Magdalena Rudbeck. Hon växte upp i en högborgerlig miljö i Stockholm tillsammans med en äldre bror och en yngre syster. Familjens anor på såväl fädernet som mödernet tillhörde olika förgreningar av den välkända och betydelsefulla adelssläkten Rudbeck. Som i många adliga släkter fanns en stark militär ådra även i familjen Rudbeck. Anna Julie Heilborns fader Claës Lorentz var kaptenlöjtnant vid flottan och hyste ett stort intresse för artilleriteknik. Han var bland annat inblandad i utvecklingen av undervattensminor. Samma år som Anna Julie Heilborn föddes förolyckades han i en misslyckad sprängövning på Ladugårdsgärdet. Då familjen ägde fastigheten på Skeppsholmen, där familjen bodde, kunde modern bo kvar i sitt residens med sina barn trots faderns bortgång.
År 1898 gifte sig Anna Julie Heilborn med civilingenjören August Frans Eugén Heilborn. Maken var född i Stralsund, Pommern, av svenska föräldrar, och hade studerat och praktiserat i England, Ryssland och Tyskland. Vid giftermålet med Anna Julie Heilborn var han sedan sex år innehavare av en elektricitetsbyrå (August Heilborns Elektricitetsbyrå) i Stockholm. Paret fick två barn tillsammans, sonen Claes Axel som följde sin faders yrkesbana och studerade till civilingenjör, samt dotter Alice Magda Heilborn.
Förutom att ägna sin tid och kraft åt familjen arbetade Anna Julie Heilborn på att förbättra och förenkla sin vardag genom att uppfinna praktiska saker för hushållet. År 1906 sökte och erhöll hon patent för ett portabelt sportkök, som kunde bäras på ryggen och som möjliggjorde matlagning i det fria. Sportköket var en sinnrik konstruktion. Det hade utformningen av ett skåp. I dess mitt fanns en plåtklädd låda där en mindre fotogenbrännare monterats. Plåten skyddade mot brand, och denna del av köket hade även en ventil för att reglera brännarens luftintag och värmestyrka. På skåpets ena sida fanns det hållare för matlagnings- och serveringsattiraljer som tallrikar och bestick. Dess andra sida fungerade som skafferi och var indelat i olika lådor och fack som gav plats åt livsmedlen. Skåpets sidostycken var dessutom vridbara och kunde monteras till ett avlångt serveringsbord. Det portabla köket var alltså både ett kombinerat kök och matsal som med enkelhet kunde byggas upp, nedmonteras och flyttas efter behov.
Anna Julie Heilborns sportkök var tänkt att nyttjas av privatpersoner, exempelvis på familjeutflykter. Vid tiden för hennes patent var denna möjlighet reserverad för ett fåtal privilegierade grupper i samhället. Året efter det att hennes patent beviljats erhöll folkskolan statsunderstöd för undervisning i det nya skolämnet huslig ekonomi som bestod av en omfattande del matlagningsundervisning. För att kunna erbjuda denna undervisning på landsbygden förlitade man sig på ambulatoriska lösningar, så kallade flyttande skolkök. Försöksverksamhet med olika portabla undervisningskök hade försiggått i Sverige sedan sekelskiftet efter utländsk förebild. Fackskolan för huslig ekonomi i Uppsala, en ledande institution på området, utvecklade ett färdigt konceptkök som sedan massproducerades för folkskolans räkning. Dessa flyttbara kök var dock betydligt mer otympliga än Anna Julie Heilborns sportkök. Även om hennes uppfinning aldrig nådde handeln eller folkets flertal utgör den ett tidigt exempel på hur matlagning kan lösgöras från fasta punkter och platser. I sin tid pekade Anna Julie Heilborns uppfinning snarare mot den utveckling som de svenska stormköken fick genom företaget Trangia AB då intresset för frilufts- och campingliv blev mer allmänt under 1930-talet.
Anna Julie Heilborn blev liksom sin mor änka. Hennes son Claes Axel emigrerade till USA 1930 för att där arbeta som civilingenjör. Anna Julie Heilborn blev tillsammans med dottern Alice Magda kvar i Stockholm där hon tillbringade hela sitt liv.
Anna Julie Heilborn avled i Nacka 1960 och är begravd på Boo gamla kyrkogård i Saltsjö-Boo.